# Reprezentacja Frøyi w piłce nożnej mężczyzn
Reprezentacja Frøyi w piłce nożnej nie jest członkiem FIFA ani UEFA. Jest natomiast członkiem International Island Games Association i od 1997 roku z przerwami uczestniczy w rozgrywkach Island Games.

## Miejsca zajęte na Island Games
1989-1995 - nie brała udziału

1997 - 7.

1999 - 12.

2001 - nie brała udziału

2003 - 13.

2005 - nie brała udziału

2007 - 8.

2009 - 15.

## Bilans na Island Games
- 1997: 5 spotkań, 2 zwycięstwa, 0 remisów, 3 porażki; bramki 7:13
- 1999: 5 spotkań, 1 zwycięstwo, 0 remisów, 4 porażki; bramki 10:19
- 2003: 4 spotkania, 1 zwycięstwo, 1 remis, 2 porażki; bramki 19:10
- 2007: 4 spotkania, 1 zwycięstwo, 0 remisów, 3 porażki; bramki 5:11
- 2009: 5 spotkań, 1 zwycięstwo, 0 remisów, 4 porażki; bramki 3:20
- Łącznie: 23 spotkania, 6 zwycięstw, 1 remis, 16 porażek; bramki 44:73

## Skład
Lista obejmuje piłkarzy zgłoszonych do Island Games 2009
- (GK) Magnus Ustad (Fröya FK)
- (GK) Eirik Vatn (Fröya FK)
- Kim Arntzen (Fröya FK)
- Joran Adolfsen (Fröya FK)
- Olav Andreas Bekken (Fröya FK)
- Trond Bekken
- Per Ove Espnes (Fröya FK)
- Martin Gaaso (Fröya FK)
- Andreas Johansen (Fröya FK)
- Jorgen Utvik Karlsen (Fröya FK)
- Aqqalu Luberth
- Richard Meland (Fröya FK)
- Benjamin Midtsian
- Erik Baardseng
- Tomas Pedersen
- Mats Einar Rotnes
- Leif Jone Stromo (Fröya FK)
- Jon Ivar Theodorsen (Fröya FK)
- Arnold Antonsen (Fröya FK)
- Rune Vikan (Fröya FK)